# بی‌ای‌پی آپوریماک
بی‌ای‌پی آپوریماک (به انگلیسی: BAP Apurimac) یک کشتی بود که طول آن ۶۲٫۱۷ متر (۲۰۴٫۰ فوت) بود. این کشتی در سال ۱۸۵۴ ساخته شد.